# Saint-Denis – Université (Métro Paris)
Saint-Denis – Université ist eine unterirdische Station der Pariser Métro. Sie befindet sich unterhalb der Universität Paris VIII im Pariser Vorort Saint-Denis und wird von der Métrolinie 13 bedient. Die Station ist nach dem gleichnamigen Vorort und der darüberliegenden Universität benannt.
Die Station wurde am 25. Mai 1998 in Betrieb genommen, als der letzte Abschnitt des Nordost-Zweiges der Linie 13 von der Station Basilique de Saint-Denis bis zur Station Saint-Denis – Université in Betrieb genommen wurde. Seitdem ist sie Endpunkt des nordöstlichen Zweiges der Linie 13.